# Николаевский собор (Нью-Йорк)
Собо́р Святи́теля Никола́я Чудотво́рца (англ. St. Nicholas Russian Orthodox Cathedral) — православный храм в Нью-Йорке, кафедральный собор Патриарших приходов в США. При соборе располагается представительство Московского патриархата в США.

## История

### Первые храмы
Первое православное богослужение было совершено в Нью-Йорке 2 (14) марта 1865 года на английском языке.
Первый православный приход в Нью-Йорке был основан в 1870 году. Церковь была освящена в частном доме по адресу 2-я авеню, дом 951. Поскольку основную часть прихожан составляли сотрудники консульства, храм называли «консульским» или «посольским». При храме издавался небольшой журнал на английском языке. В 1880 году церковь была упразднена.
23 декабря 1894 (4 января 1895) по ходатайству епископа Николая (Зиорова) был устроен новый приход.
Вскоре был снят дом по адресу 2-я авеню, дом 323, в бельэтаже которого была устроена Никольская церковь. Искал место для храма и затем обустраивал его архимандрит Рафаилом, он же снабдил храм привезённой из России церковной утварью. Остальные помещения были отданы причту. Позднее в этом же здании была оборудована типография, выпускавшая «Американский православный вестник».

### Свято-Николаевский собор
Со временем церковь перестала вмещать в себя всех прихожан, встал вопрос о поиске нового здания для церкви. Была создана Комиссия по приисканию и покупке земли для православного храма в г. Нью-Йорке, члены которой пришли к выводу, что необходимо строить отдельное церковное здание. 13 (25) августа 1899 года был приобретён участок земли размером около 700 м² на 97th Street, между Madison и 5th Avenue, на котором предполагалось построить храм на 900 человек, а также помещения для воскресной школы, праздничных собраний и квартиры священнослужителей.
Проект храма составил архитектор Иван Викторович Бергезен (Бергезен-Коллиандер). В 1900 году начался сбор средств на строительство церкви. Среди жертвователей был император Николай II, внёсший 7500 рублей.
Торжественная закладка храма состоялась 9 (22) мая 1901 года, а освящение — 10 (23) ноября 1902 года.
Во время строительства собора в мае 1902 года была закрыта Никольская церковь (в доме № 323 по 2nd Avenue), а богослужения проводились в арабской церкви, вместе с её причтом, и во временной церкви в здании по 15 Е. 97th Street; первая служба в подвальном помещении собора состоялась 20 июля (2 августа) 1902 года.
Придел в Нью-Йоркском соборе в честь Рождества Божией Матери был освящен архипастырями Тихоном Алеутским и Рафаилом Бруклинским 22 октября (4 ноября) 1904 года.
Первоначально в здании рядом с храмом размещался причт, но после того как 1 (14) сентября 1905 года в Нью-Йорк была переведена архиерейская кафедра, приходский дом отошёл под архиерейскую резиденцию. Тогда же храм становится кафедральным собором Северо-Американской епархии, именовавшейся с 1907 года Русской Православной Греко-Кафолической Церковью в Северной Америке под юрисдикцией священноначалия от Церкви Российской.
При кафедральном соборе существовали братства Рождества Пресвятой Богородицы (мужское) и Благовещения Пресвятой Богородицы (женское). К храму была приписана кладбищенская церковь святителя Василия Великого, построенная Надеждой Нефтель на могиле мужа и освященная 7 (20) сентября 1906 года архиепископом Тихоном (Беллавиным).
В послереволюционное время, в особенности в 1920-е годы, нормальная духовная жизнь в Свято-Николаевском храме нарушилась. Началась распродажа собственности собора для оплаты кредитов. Не довелось собору избежать и захвата обновленцами.
В 1924 году в Нью-Йорк прибыл обновленческий митрополит Иоанн Кедровский, который назвался официальным представителем Русской Церкви, направленным в Нью-Йорк из Москвы. Он через гражданский суд занял собор и владел им до своей кончины в 1934 году. После смерти Кедровского в соборе продолжали служить его дети, Николай и Иоанн: один в «епископском», другой в «священническом» сане. Оба также были связаны с обновленческой «Живой церковью». В мае 1944 году Николай Кедровский скончался.
Его брат Иоанн, потеряв юридическую поддержку и утратив иерархическое возглавление своей группы, присоединился к находившемуся в то время в США представителю Московской Патриархии митрополиту Вениамину (Федченкову).

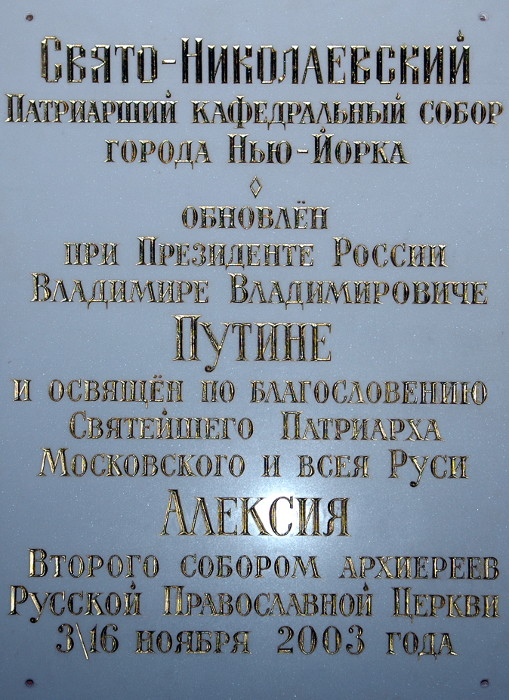
Мемориальная табличка

В 1925 году был передан по судебному постановлению «Живой церкви». В 1945 году приход храма присоединился к Московскому патриархату.
В 1945 году возвращение собора в Московскую Патриархию было признано законным, но это признание ещё не носило окончательного характера. Судебный процесс, начатый митрополитом Платоном (Рождественским), не принявшим распоряжений Святейшего Патриарха Тихона, продолжался, хотя самого митрополита уже не было в живых. Суд по делу о правах собственности на собор передавался из одной инстанции в другую и в итоге затянулся на 36 лет.
Однако, в 1947 году суд штата Нью-Йорк постановил передать собор Северо-Американской митрополии (де-факто независимой структуре, не подчинявшейся тогда ни Московскому Патриархату, ни Архиерейскому Синоду РПЦЗ). Настоятель и прихожане, верные Московскому Патриархату, продолжили совершать богослужения в помещении второй пресвитерианской церкви на West 96th Street, 6. Решение Верховного суда США от 23 ноября 1952 года возвратило собор Московской Патриархии. Однако Высший апелляционный суд штата Нью-Йорк оставил храм в юрисдикции Северо-Американской митрополии.
В 1954 году при митрополите Гермогене (Кожине) начались ремонтные работы по реставрации крыши, куполов и креста, продолженные при последующих архиереях.
Судебный процесс продлился до 6 июня 1960 года, когда решением Верховного суда США приговор суда штата был отменён.
В 1970 году Северо-Американская митрополия восстановила общение с РПЦ (Московским Патриархатом) и получила от последней автокефалию. Вместе с тем был урегулирован статус приходов в ведении Московского патриархата в США. Та часть из них, которая не пожелала перейти в юрисдикцию новой автокефальной Церкви, образовала Патриаршие приходы в США, центром которых стал Свято-Николаевский собор в Нью-Йорке.
18 декабря 1973 году собор с приходским зданием был признан памятником архитектуры Нью-Йорка, в память чего к стене храма была приделана бронзовая мемориальная доска.
По воспоминаниями митрополита Павла (Пономарёва), прибывшего в Нью-Йорк в 1992 году:

В Свято-Николаевский собор в то время ходило очень мало людей. В 1992—1993 годах службы в соборе по будням проходили очень редко, и принимало в них участие только наше духовенство: отец Владимир Романов служил, диакон Владимир Тыщук и я пели на клиросе. Миряне в Америке по будням в храм не ходили, поскольку все работали в светских учреждениях. Новые этнические русские люди стали приезжать в Нью-Йорк начиная примерно с 1994 года.

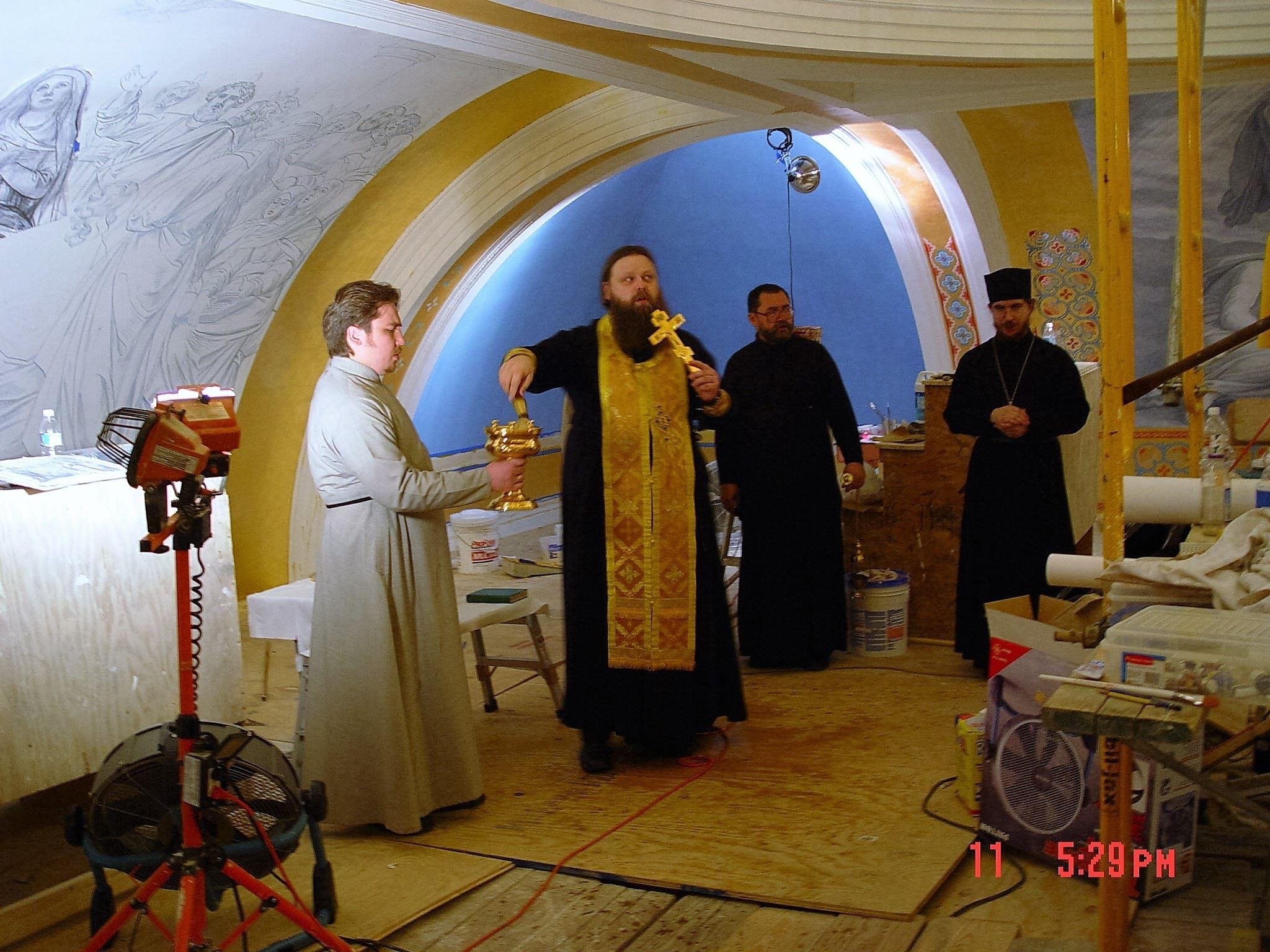
Владыка Меркурий освящает купол собора в 2003 году

В 2000 году начались реставрационные работы, которые были завершены в 2003 году. Храм был заново расписан московскими специалистами под руководством Евгения Максимова. Освящение обновлённого собора состоялось в ноябре 2003 года.
В ночь с 3 на 4 октября 2013 года в цокольном этаже Свято-Николаевского собора произошло самовозгорание электрической проводки, идущей из служебного помещения подвала в церковную лавку храма. Чтобы не дать возможности огню подняться по деревянным перекрытиям, их пробили пожарные, для чего было сделано несколько отверстий в стенах и потолках первого этажа собора (музей и коридор), а также второго этажа (церковной лавки и верхнего клироса). Все двери цокольного этажа собора, а также двери внутри административно-жилого корпуса в ходе тушения пожара, согласно служебным инструкциям пожарных, были взломаны.

## Архитектура, убранство

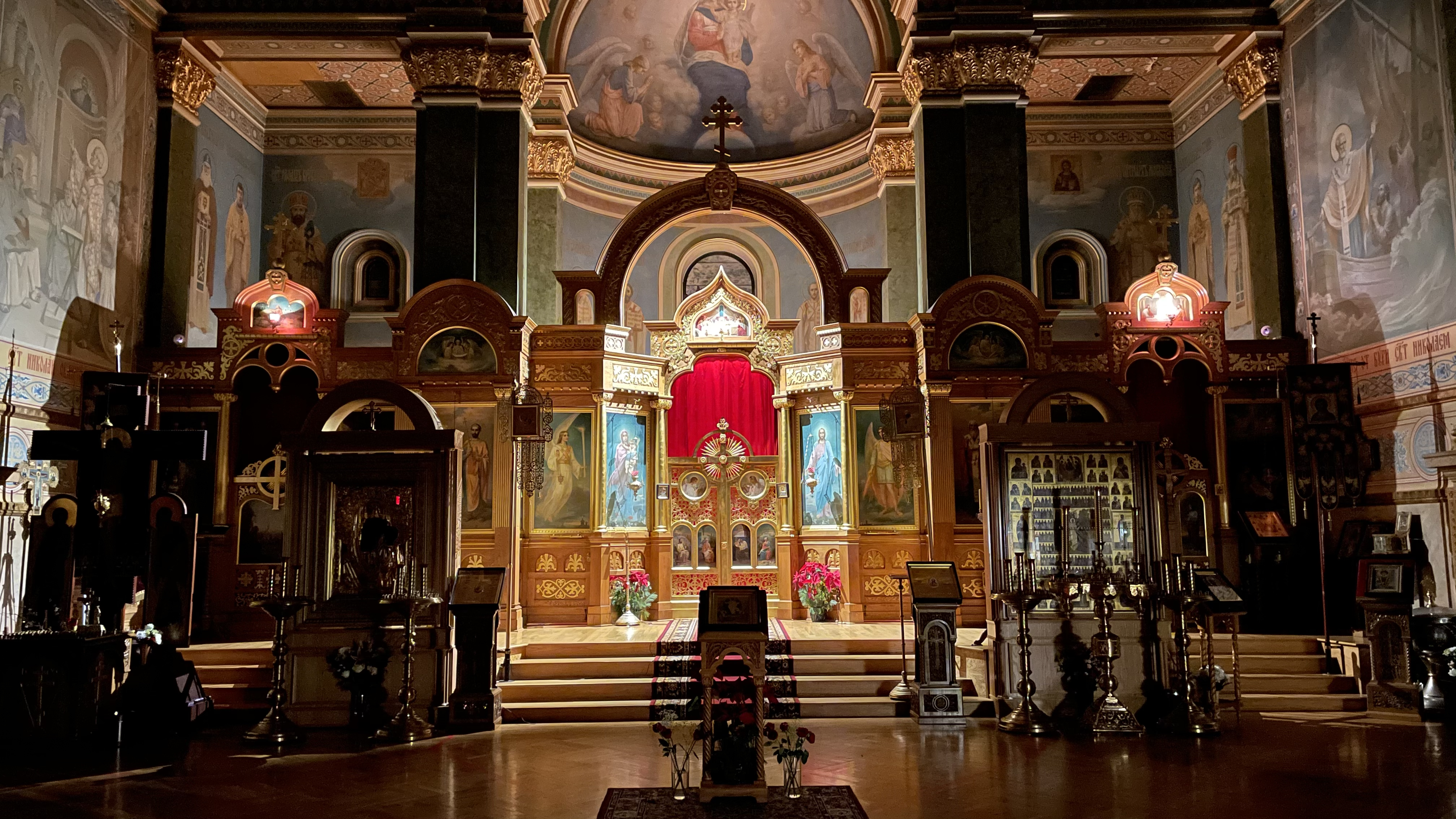
Интерьер

Пятикупольный собор построен в стиле свободной вариации московского барокко. Комплекс состоит из храма и приходского дома. Размер храма — 15 х 26 метров, приходского дома — 8 х 20 метров.
К входу ведут гранитные ступени. Портал украшен каменными главами ангелов.
Окна собора витражные. На фронтоне помещены три арочных окна.
Фасад собора состоит из нескольких материалов: снизу гранит, выше белый камень и цветной кирпич. Стены здания украшены майоликовыми и терракотовыми фресками. Кирпичные пилястры сбоку фасада увенчаны небольшими башнями с куполом.
В подвальном помещении ранее были размещены паровые котлы для отопления, а с октября 1905 года и епархиальный склад. Выше находились зал Консистории, братский зал, библиотека-ризница, архив, комнаты для сторожей и туалеты.
Церковь находится на верхнем этаже.
Главный престол освящён во имя святителя Николая Чудотворца; правый придел — в честь праздника Рождества Пресвятой Богородицы. По сторонам алтаря находятся две комнаты-ризницы.
Позолоченный одноярусный иконостас изготовлен из полированного дуба Санкт-Петербургским мастером Гордоном. Иконы для иконостаса написаны художником А. С. Славцевым.
Храм был расписан итальянским художником Сантино (орнаменты) и московским художником Соколовым (иконная роспись).

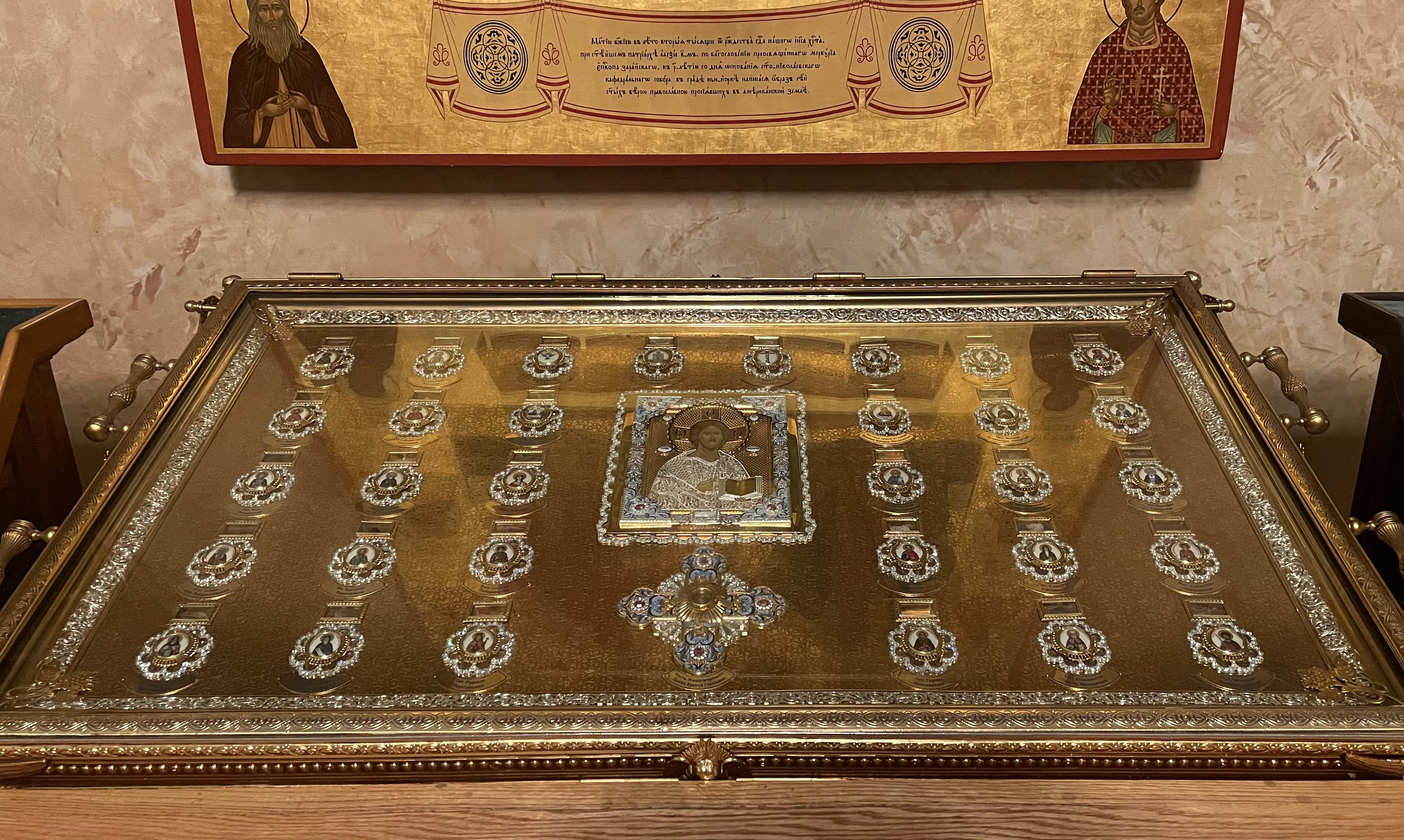
Мощевик Свято-Николаевского собора

### Святыни
В соборе особо почитаются святыни:
- Мощевик с частицами мощей разных святых, присланный в 1901 году с Афона;
- Икона святителя Тихона Московского, подаренная собору патриархом Алексием II;
- Запрестольный образ Воскресения Господня, поднесённый в 1907 году собору в память В. Н. Мак Гахан (урождённой Елагиной);
- Запрестольный крест с броненосца «Ретвизан»;

## Настоятели храма
| Известные имена настоятелей храма за всю историю | Известные имена настоятелей храма за всю историю |
| Даты                                             | Настоятель                                       |
| ------------------------------------------------ | ------------------------------------------------ |
| 1870—1883                                        | священник Николай Бьерринг                       |
| 26 января 1895 — декабрь 1895                    | священник Евтихий Баланович (…—1914)             |
| 1896 — 11 марта 1914                             | протоиерей Александр Хотовицкий                  |
| 31 сентября 1915—1917                            | священник Леонид Туркевич                        |
| 1917 — 1925                                      | протоиерей Пётр Коханик                          |
| 1925—1934                                        | «митрополит» Иоанн (Кедровский)                  |
| 1934 — 15 мая 1944                               | «митрополит» Николай (Кедровский)                |
| 1944                                             | священник Иоанн Кедровский                       |
| 1946—1947                                        | протоиерей Константин Попов (1875—1965)          |
| 1 марта 1948—1958                                | протоиерей Иосиф Дзвончик                        |
| 25 декабря 1958—1968                             | епископ Досифей (Иванченко)                      |
| 23 января 1968 — 7 августа 1973                  | протоиерей Матфей Стаднюк                        |
| 7 августа 1973 — 11 августа 1975                 | протоиерей Анатолий Казновецкий (1926—1995)      |
| 11 августа 1975 — 16 июля 1982                   | протоиерей Аркадий Тыщук (1931—2012)             |
| 16 июля 1982 — 1985                              | протоиерей Лев Махно                             |
| февраль 1985 — апрель 1987                       | протоиерей Сергий Суздальцев (род. 1933)         |
| 1987—1992                                        | протоиерей Геннадий Дзичковский (1936—2014)      |
| 1992 — 26 декабря 1995                           | протоиерей Владимир Романов                      |
| 26 декабря 1995 — 29 декабря 1999                | епископ Павел (Пономарёв)                        |
| 6 февраля 2000 — 31 марта 2009                   | епископ Меркурий (Иванов)                        |
| 16 апреля 2009 — 5 марта 2010                    | протоиерей Александр Абрамов (род. 1973)         |
| 5 марта 2010 — 25 июля 2014                      | архиепископ Юстиниан (Овчинников)                |